# 田平港
田平港（たびらこう）は長崎県平戸市田平町にある地方港湾。港湾管理者は長崎県。

## 概要
平戸瀬戸の本土側、平戸市田平町の中心街である日の浦地区に所在。1977年（昭和52年）4月に平戸大橋が開通するまでは平戸島へ渡る本土側の玄関口の地位を占め、最盛期には平戸港との間にフェリーが1日30往復、ほぼ24時間体制で運航されていた。船便に接続して佐世保市からのバスも多数運転され、バスや列車からフェリーへの乗り換え客で賑わっていた。当時から近くにある平戸口駅（現・たびら平戸口駅）にあわせて平戸口と呼ばれ、現在も時刻表や観光案内図などには「平戸口」と表記されることが多い。
江戸時代、平戸藩により平戸往還が整備されると、起点となった日の浦に平戸への渡船の乗船者を調査する番所が置かれた。
また、機帆船の普及までは潮流が早く航海の難所である平戸瀬戸を通過する船舶の水先案内をする案内人の基地になっていた。
平戸大橋開通後は平戸へのアクセスはほぼ平戸大橋を経由する道路交通に移ったが、現在も的山大島への定期船が寄港するほか、平戸瀬戸及び周辺海域の豊富な水産資源を背景として漁船の水揚げ基地としてなお重要性を保っている。
2005年（平成17年）、平戸市と北松浦郡田平町他1町1村が新設合併した新しい平戸市が発足して以降、港湾の再整備が進められている。
2015年度の発着数は4,134隻（118,172総トン）、利用客数は6,614人である。

## 歴史
- 1918年（大正7年） - 平戸運送株式会社により田平 - 平戸間に初の発動機船が就航。
- 1920年（大正9年） - 手漕ぎ渡船業者によって設立された田平運輸会社と平戸運送が統合し田平運輸株式会社設立（1935年に平戸口運輸と改称）。
- 1934年（昭和9年） - 指定港湾となり、湾内を埋め立て魚市場や製氷工場等を造成。
- 1946年（昭和21年） - 平戸合同海運株式会社設立、田平 - 平戸間等で内航海運事業開始。
- 1948年（昭和23年） - 浮桟橋を設置。
- 1949年（昭和24年）6月 - 平戸口運輸が平戸港に「平戸駅」を開設、平戸口駅から連絡する田平港との間で国鉄との客貨連絡運輸を開始。
- 1952年（昭和27年）5月 - 長崎県が港湾管理者となる。
- 1950年（昭和25年）1月 - 北松魚市株式会社発足、前年末で解散した北松漁業会より魚市場業務を継承。
- 1969年（昭和44年）6月29日、6月30日 - 昭和天皇、香淳皇后が第24回国民体育大会開催に合わせて県内を行幸啓。田平港 - 平戸港間でお召し船が運行[3]。
- 1984年（昭和59年） - 平戸港までの定期フェリー航路廃止。同年夏より映画撮影のために建造された遣唐使船を改装した観光船「ぐしき」が運航されたが短期間で廃止された。

## 航路
- 平戸市営フェリー（旧大島村営渡船）
  - 田平 - 平戸 - 神浦（的山大島） - 的山（的山大島）

かつては平戸港だけでなく長崎港・佐世保港・生月島への定期航路があったほか、1991年（平成3年）までは野母商船の博多港 - 福江港の航路（生月・青方経由）も寄港していた。

## 施設
- 田平港ターミナルビル
- 平戸瀬戸市場
- 北松魚市
- 九十九島漁業協同組合田平支所
- 長崎県漁業組合連合会田平事務所

### 田平港ターミナルビル
平戸市田平町山内免の田平港に面して建つ鉄筋コンクリート3階建てのターミナルビルで、西肥自動車（西肥バス）のバスターミナルとして機能している。1977年（昭和52年）、平戸大橋開通と時を同じくして整備された。バス停の名称は長らく平戸口桟橋であったが2023年（令和5年）4月1日から田平港に改称された。
ターミナルビル整備当初は1階にバス待合室と西肥バスの乗車券・定期券発売窓口、西肥バス系列のシルバータクシーの営業所、飲食店、待合室内の売店があった。
窓口の営業は2023年2月28日で終了しており、現在はかつての待合室部分を改装して飲食店が入居しているほか、シルバータクシー営業所跡に新たに待合室が設置されている。
3階には平戸市商工会（旧田平町商工会）事務所がある。
なお、平戸大橋架橋後の1984年（昭和59年）3月まで運航されていた平戸港行きの平戸口運輸フェリーの待合所ビルも、道を挟んで北に隣接して現存している。かつての待合所跡はパチンコ店に転用された後、改装されて飲食店が入居している。

#### バス路線
西肥自動車（西肥バス）
＜江迎・吉井・佐世保方面＞
- [A9-69]【半急行】田平港 - 平戸大橋東口 - 荻田 - 江迎 - 吉井 - 佐々バスセンター - 芳の浦 - バイパス本山 - 吉岡団地 - 大野 - 佐世保バスセンター

※半急行は、吉井～佐世保バスセンター間を急行で運転。
- [L3] 田平港 - 平戸大橋東口 - 荻田 - 江迎 - 吉井 - 佐々バスセンター

＜北松農業高・肥首方面＞
- [L5-32] 田平港 - 平戸大橋東口 - 農業高校前 - 肥首 - 江迎 （※土日祝運休）
- 田平港 - 平戸大橋東口 - 農業高校前 （※土日祝運休）

＜松浦方面＞
- 田平港 - 平戸口駅前 - 御厨駅前 - 松浦駅前
- 田平港 - 平戸口駅

＜平戸島方面＞
- [Q1][Q9] 田平港 - 平戸桟橋
- [Q2] 田平港 - 平戸桟橋 - 平戸営業所

かつては博多行きの快速特急バス（昭和自動車と共同運行、のち単独運行）や長崎駅前行きの特急バス（長崎県交通局と共同運行）も運行されていた。
さつき観光（YOKAROの路線を引き継ぎ）
- 【高速】田平（田平港） - 松浦（松浦市立武道館） - 唐津（マリンセンターおさかな村） - 博多（HEARTSバスセンター博多）

※田平～松浦間は相互乗降不可。

### 平戸瀬戸市場
「田平港シーサイドエリア活性化施設」として田平港の再開発に伴う埋立地に建設され、2012年2月25日に営業開始した。田平港シーサイドエリア活性化施設利用組合が指定管理者として運営を担当している。施設愛称は公募によるもの。
施設は鉄筋コンクリート地上2階建てで延べ床面積は約1,200平方km。1階には平戸市内で生産された農水産品の直売所と観光インフォメーションスペース、2階には平戸産の食材を利用したレストランと展望テラスがそれぞれ設けられている。営業時間は1階直売所・観光インフォメーションスペースが8:00～18：00、2階レストランが11:00～17:00。毎月第2水曜日と1月1日～1月4日が休業日となっている。

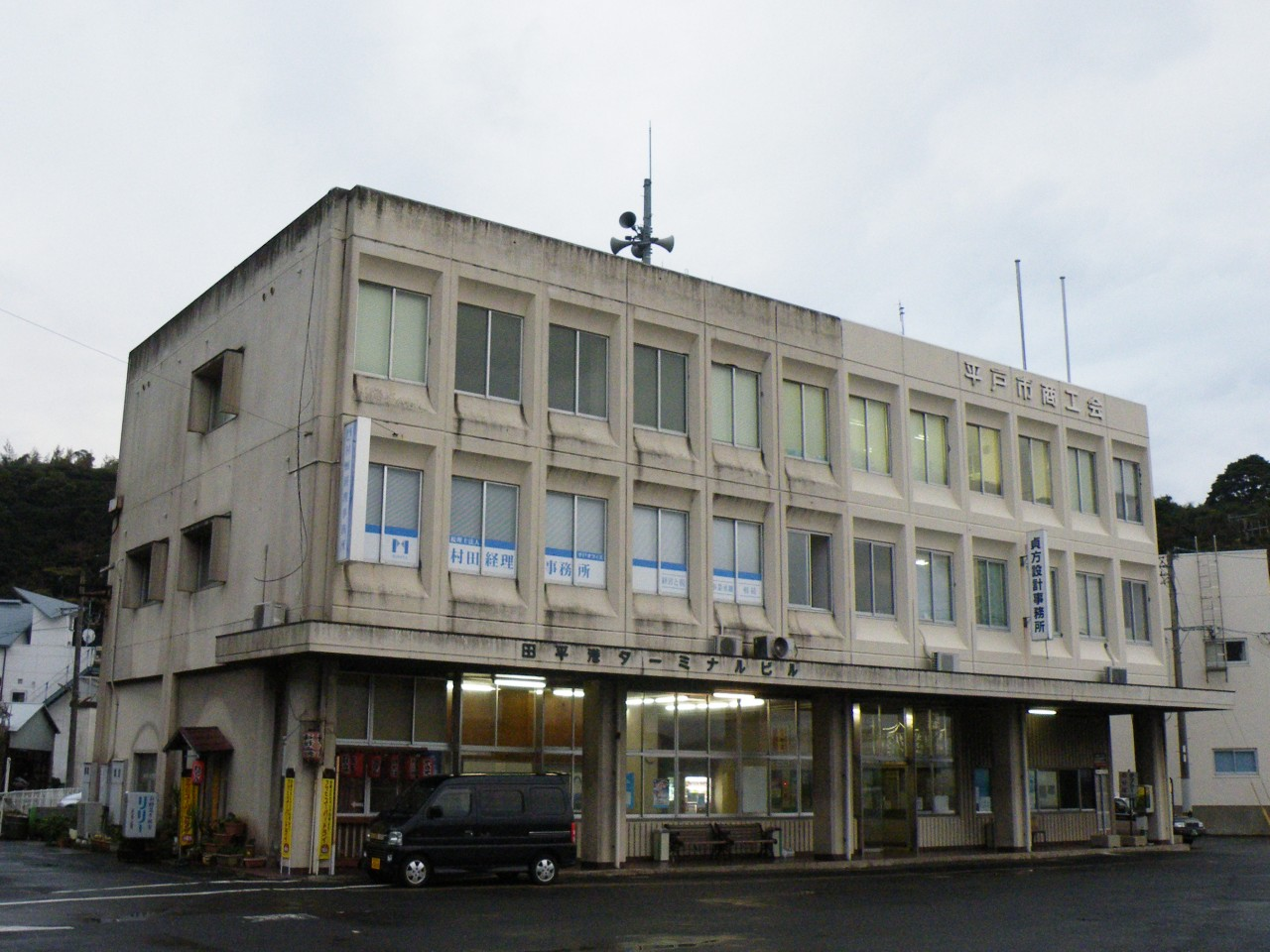
田平港ターミナルビル
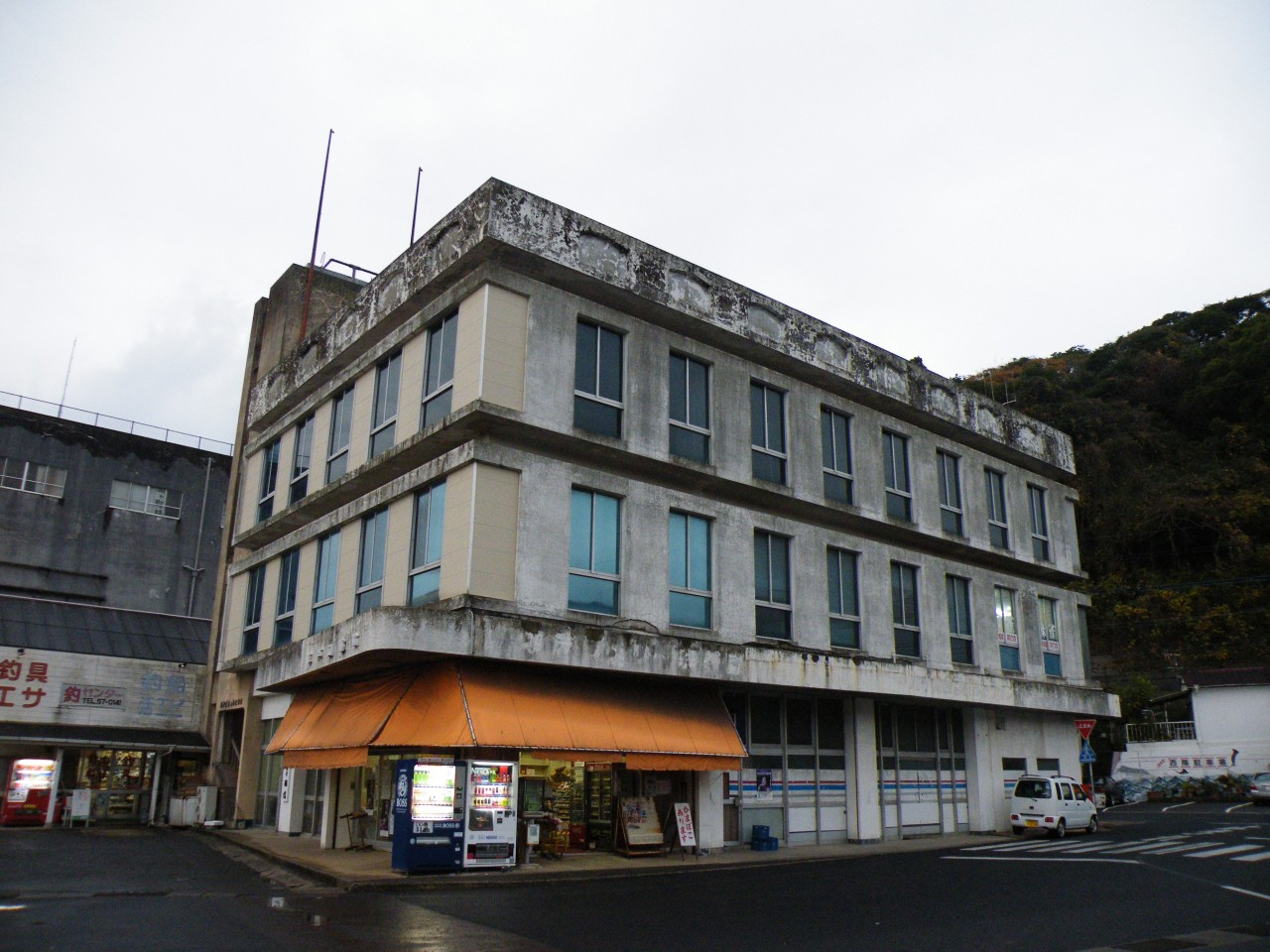
旧平戸口運輸フェリー待合所ビル
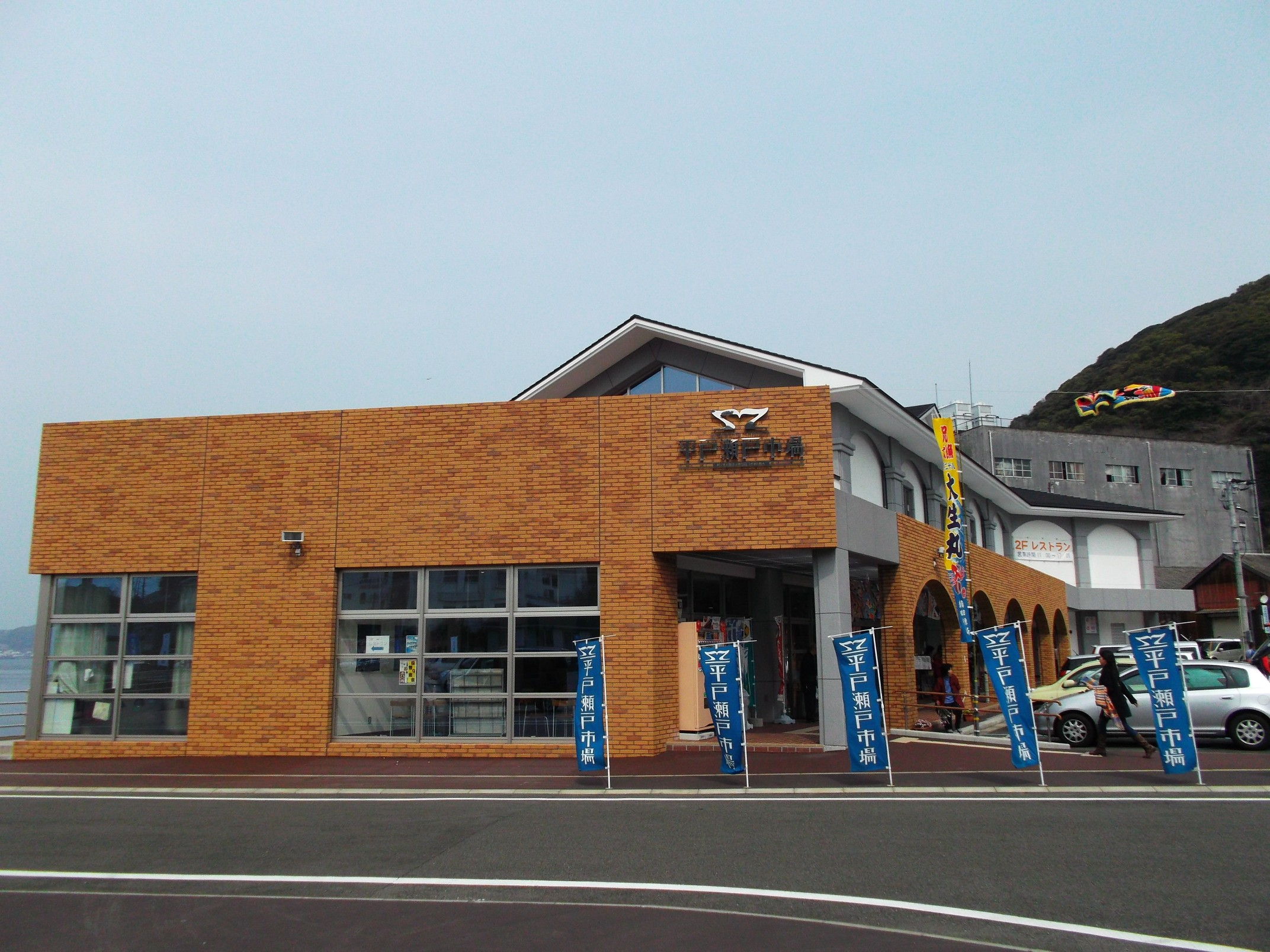
平戸瀬戸市場（2013年3月）

## 周辺
- 国道204号
- 長崎県道152号田平港線
- 長崎県道230号北松公園平戸口線
- 松浦鉄道たびら平戸口駅
- 青洲会病院
- 平戸愛恵病院
- 城山公園
- 田平公園
- 十八親和銀行田平支店
- 田平郵便局
- 平戸大橋